# Волф Дитрих фон Райтенау
Волф Дитрих фон Райтенау (на немски: Wolf Dietrich von Raitenau; * 26 март 1559, дворец Хофен, Лохау на Боденското езеро; † 16 януари 1617, крепост Хоензалцбург над Залцбург) е княжески архиепископ на Залцбург (1587 – 1612). През 1587 г. той е за кратко абат на манастир Мурбах в Елзас.

## Живот
Той е син на Ханс Вернер III фон Райтенау († 4 април 1593) и съпругата му Хелена фон Хоенемс († 29 април 1586), дъщеря на Волф Дитрих фон Хоенемс († 1538) и Чиара де Медичи (1507 – 1559). Майка му е племенница на папа Пий IV. Роднина е на кардинал Карло Боромео, архиепископ на Милано. Брат е на граф Ханс Рудолф фон Райтенау цу Гмюнд и Лангенщайн († 3 май 1633, Гмюнд) и Якоб Ханибал фон Райтенау († 13 юли 1611).
Волф Дитрих е избран на 2 март 1587 г. на 27 години за архиепископ на Залцбург в Австрия. Помазан е на 25 май 1587 г. На 15 октомври 1587 г. той става свещеник, а на 18 октомври 1587 г. архиепископ на Залцбург. Прави реформи в литургията и управлението. Волф Дитрих се отказва на 7 март 1612 г. на 52 години от службата като архиепископ на Залцбург.
Волф Дитрих живее със Салома Алт (* 21 ноември 1568, Залцбург; † 27 юни 1633, Велс, Австрия), която винаги го придружава при официални събития, и има с нея 15 незаконородени деца. За нея той построява дворец „Алтенау“, който по-късно е преименуван на „Мирабел“.
Волф Дитрих е колекционер на изкуство, но има постижения и в строителството, като под негово влияние в района се разпространява барокът. На 11 декември 1598 г. катедралата в Залцбург е опустошена от пожар и Волф Дитрих планира да я възстанови в бароков стил. Плановете за реконструкцията са изготвени от венецианския архитект Винченцо Скамоци, но в крайна сметка катедралата е завършена от наследника на Волф Дитрих – Маркус Зитикус фон Хоенемс и неговия архитект Сантино Солари.
Той има конфликти с Бавария. Неговият племенник Маркус Зитикус фон Хоенемс, също княжески архиепископ на Залцбург (1612 – 1619), го затваря през 1611 г. в крепостта Хоензалцбург над Залцбург.
Волф Дитрих фон Райтенау умира на 57 години на 16 януари 1617 г. в крепостта Хоензалцбург. Той е погребан тържествено от племенника му в гробището „Св. Себастиан“ в Залцбург.

## Галерия
- Салома Алт
- Волф Дитрих фон Райтенау (1605)
- Мавзолеят на Волф Дитрих фон Райтенау
в Св. Себастиан